# 14502 Morden
14502 Morden este un asteroid din centura principală de asteroizi.

## Descriere
14502 Morden este un asteroid din centura principală de asteroizi. A fost descoperit pe 17 noiembrie 1995 la Kitt Peak National Observatory în cadrul proiectului Spacewatch. El prezintă o orbită caracterizată de o semiaxă mare de 2,23 ua, o excentricitate de 0,09 și o înclinație de 5,1° în raport cu ecliptica.